# Billaea ficorum
Billaea ficorum là một loài ruồi trong họ Tachinidae.